# Pyrgilauda blanfordi
El gorrión de Blanford (Pyrgilauda blanfordi) es una especie de ave paseriforme de la familia endémica de la meseta tibetana. Su nombre conmemora al zoólogo inglés William Thomas Blanford.

## Distribución y hábitat
Se encuentra únicamente en la meseta tibetana, distribuido por China, Nepal y el extremo norte de la India. Su hábitat natural son los herbazales de altura y desiertos.